# Journal of Physical Chemistry B
The Journal of Physical Chemistry B, скорочено J. Phys. Chem. B — щотижневий журнал Американського хімічного товариства.
Перше число журналу вийшло в 1896 році під назвою The Journal of Physical Chemistry (скорочено J. Phys. Chem.). З 1947 по 1950 рік назву розширили до «Journal of Physical Chemistry and Colloid Chemistry», після чого повернули початкову назву. У 1997 році відбулося розділення на The Journal of Physical Chemistry A і The Journal of Physical Chemistry B, а в 2007 році — The Journal of Physical Chemistry C.
До поділу журналу опубліковані статті охоплювали всі галузі фізичної хімії, після поділу Journal of Physical Chemistry A охоплює теми молекулярної, теоретичної та експериментальної фізичної хімії, The Journal of Physical Chemistry B — хімії твердого тіла, м'яких речовин і рідин, а Journal of Physical Chemistry C — нанотехнології, хімію поверхні, каталіз і транспорт електронів.
Імпакт-фактор у 2019 році становив 2,857. Відповідно до статистики ISI Web of Knowledge, у 2014 році журнал посів 44 місце в категорії фізичної хімії зі 139 журналів.
Головний редактор — Джоан-Емма Ши з Каліфорнійського університету в Санта-Барбарі, Каліфорнія.